# 大学入学共通テスト

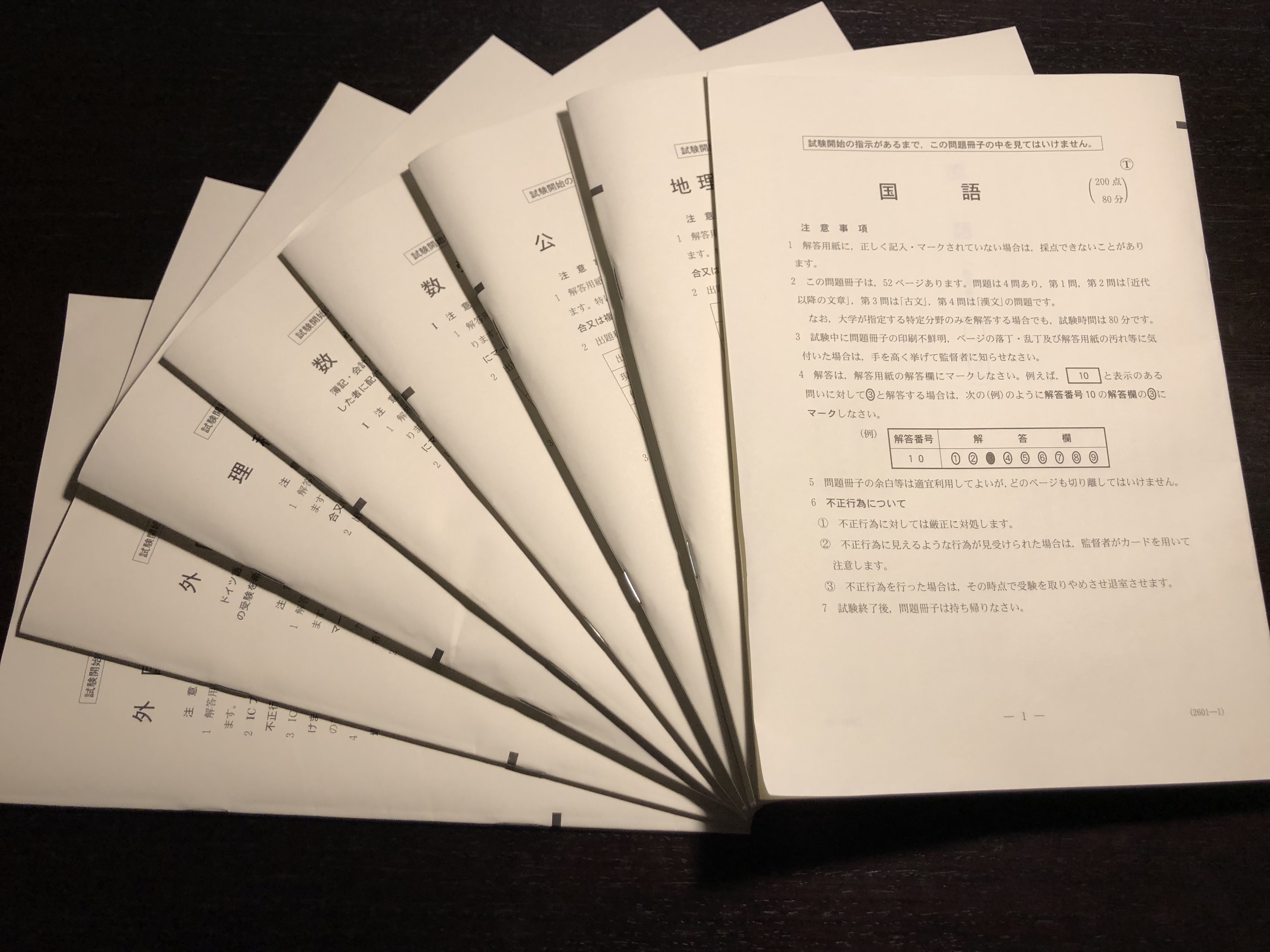
2023年（令和5年）度の問題冊子

大学入学共通テスト（だいがくにゅうがくきょうつうテスト、英: The Common Test for University Admissions）は、日本の大学の共通入学試験。独立行政法人大学入試センター（DNC）が主体となり、この試験を利用する大学と共同で実施する。正式名称は「○年度大学入学者選抜に係る大学入学共通テスト」で、略称は「共通テスト」「共テ」。
2020年度まで実施された大学入試センター試験に代わり、2021年度大学入学者選抜（2021年1月16日・17日実施）から導入された。

## 概説
大学共通第1次学力試験、大学入試センター試験の流れを汲む試験で、2021年（令和3年）度から実施されている。
大学入学共通テストは、2013年（平成25年）10月31日の教育再生実行会議第四次提言（高等学校教育と大学教育との接続・大学入学者選抜の在り方について）において提言された試験で、高等学校教育の質の確保と向上を目的としている。2014年（平成26年）12月の中央教育審議会答申、2016年（平成28年）3月の高大接続システム改革会議「最終報告」などを経て、実施開始年度は2020年度で、2021年1月中旬に行われる2021年度大学入学者選抜からとなった。
導入の検討過程では、CBT方式（Computer Based Testing）の導入も考えられていた。また当初の名称は「大学入学希望者学力評価テスト」であったが「大学入学共通テスト」に変更された。2019年（平成31年）1月現在は「大学入学共通テスト（新テスト）」「共通テスト」「共テ」などと表記されている。なお「新テスト」「共通テスト」という通称は前身の大学入試センター試験導入前後にも用いられていた。
出題される教科と科目は合計で7教科21科目で、第1回から第4回までは大学入試センター試験最後の実施年の2020年度同様に6教科30科目であった。
本試験実施日は大学入試センター試験と同様、1月13日以降の最初の土曜日および日曜日に行われる。実施体制は大学入試センター試験と同様に、DNCが試験問題の作成から答案の採点、出願の受付など一括して処理することが適当な業務を担当し、利用各大学が当日の試験の進行、出願者の成績請求などを受け持つ共同実施となっている。
大学入学共通テストでは、従来の大学入試センター試験(通称センター試験)あるいは大学共通第1次学力試験(通称共通1次)に比して「思考力・判断力・表現力」を問う問題が多く出題される。高校生の実際の学習場面を示した上で答えさせる問題や複数の資料や文章を示し判断させる問題などが特徴的である。大学入試センターは令和8年度問題作成方針において「深い知識を伴った知識の質を問う問題や、知識・技能を活用し思考力・判断力・表現力等を発揮して解くことが求められる問題を重視する」としている。

## 沿革

### 試行調査（プレテスト）
DNCは、試行調査として試験の本格的な導入前にプレテストを行っている。

#### 2017年（平成29年）度
2017年（平成29年）度のプレテストは11月および2月に実施された。参加する高等学校などが会場となり、試験監督も教員が行ったほか、日程も定められた期間の中から参加校が設定するよう委ねられた。問題、正解、解答用紙などはDNCのホームページで公開されている。
平成29年11月実施
11月13日から11月24日の間に実施され、約1900校の高等学校などが参加した。大学入試センターはこのプレテストの趣旨について「改善されたマークシート式問題及び、記述式問題における条件設定や採点基準、採点体制、採点期間等について検証を行うため」としている。また、このプレテストでの正答率などの分析を行い、その結果を踏まえて問題構成などを再検討するとしている。
国語および数学I・数学Aでは記述式の問題も出題され、試験時間は国語が100分、数学が70分に設定された。リスニングを含めた外国語の試験は実施されなかった。
記述式を含む国語および数学I・数学Aは原則として高校2年生を対象に、全問マークシート式の地理歴史・公民、理科、数学II・数学Bは原則として高校3年生を対象に行われた。
平成30年2月実施
2月13日から3月3日の間に実施され、約160校の高等学校などが参加した。
このプレテストは原則高校2年生を対象に実施され、英語の筆記（リーディング）とリスニングが、マークシート式で出題された。試験時間は筆記が80分、リスニングが30分に設定された。
また、2月5日から3月3日には、点字教育を受けた者を対象に、記述式問題の解答方法などに関する配慮のあり方について検証するためのプレテストも実施された。出題教科目は国語と数学Iで、視覚特別支援学校のうち15校から約45人が受検した。

#### 2018年（平成30年）度
2018年（平成30年）度のプレテストは11月10日、11日の2日間にかけて実施された。平成29年度実施のプレテストが参加を希望する高等学校などを会場としていたのに対し、平成30年度「A日程」は原則として大学入試センターの会場となっている全大学を会場とした。
高校2年生以上を対象に国語と数学の試験の他、自己採点、アンケートを実施する「A日程」（10日午後のみ）と、原則高校3年生を対象に、大学入試センター試験とほぼ同様の時間割で国語、数学、地理歴史・公民、理科、英語、リスニングの試験を実施する「B日程」（10日、11日）で行われた。全国の受検予定者数は約8万4000人だった。国語、数学I・数学Aでは引き続き記述式問題が出題された（それぞれ小問3題。国語は30字以内、40字以内、80字〜120字をそれぞれ1題。数学I・数学Aは数式を記述する問題、または問題解決のための方略などを端的な短い文で記述する問題）。

### 実施後

#### 2021年（令和3年）度
第1回共通テスト。新型コロナウイルスに感染するなどの理由で、第1日程を受験できなかった人のために、2週間後の1月30、31日に第2日程が、さらに2月13、14日には第2日程も受験できなかった人のための特例追試検が行われた。

#### 2025年（令和7年）度
第5回共通テスト。2022年度からの教育課程変更に伴い試験形式が大幅に改定された（#第5回からの変更点を参照）。この回に限り旧課程履修者は「旧教育課程による出題教科目」の受験も認められる。

#### 2026年（令和8年）度
第6回共通テスト。出願など受験に関わる手続きのオンライン化が予定されている。
2024年9月6日、DNCは2026年（令和8年）度実施の大学入学共通テストから、出願手続きを原則オンライン化すると発表した。インターネット上で志願者ごとに受験教科目などを登録し、出願内容の変更もできる。受験票も、受験生が各自紙に印刷して持参する。検定料の支払いもオンライン決済に変わる。

## 試験形式の変遷

### 第1回で変更された点
センター試験から転換された初回に当たる第1回の主な変更点は以下の通り。
- 2009年（平成21年）告示の高等学校学習指導要領において育成することを目指す資質・能力を踏まえ、知識の理解の質を問う問題や、思考力・判断力・表現力を発揮して解くことが求められる問題を重視した出題。
- 数学①の試験時間の延長（60分→70分）
- 外国語について、英語（筆記）は英語（リーディング）に改称のうえ、問題構成・配点を変更（200点→100点）。
- 英語（リスニング）について、従来の音声を2回流す問題に加えて1回のみ流す問題を導入し、問題構成・配点を変更（50点→100点）。

### 第5回で変更された点
主に2022年度からの新教育課程に合わせた変更が多く含まれている。なお、既卒生など旧教育課程履修者等へ向けた経過措置として第5回のみ「旧教育課程による出題科目」（旧課程科目）の試験科目が設けられた。
- 「情報I」を新設。ただし第5回では旧課程科目として「旧情報」を設ける。
- 数学①の「数学I・数学A」について、数学Aで「整数の性質」が削除されたことに伴い、選択問題が廃止され全問必答となる。
- 数学②の「簿記会計」「情報関係基礎」「数学II」を廃止。
- 数学Bの「ベクトル」、数学IIIの「平面上の曲線と複素数平面」が数学Cへ移動し「数学II・数学B」を「数学II、数学B、数学C」へ変更。加えて選択問題について3題から2題を選択する形式から「平面上の曲線と複素数平面」を選択対象に含めた4題から3題を選択する形式へ変更。さらに、試験時間を延長（60分→70分）
- 国語の近代以降の文章に1問追加し、配点を変更（近代以降の文章100点、古文50点、漢文50点→近代以降の文章110点、古文45点、漢文45点）。また、これに併せて試験時間を延長（80分→90分）
- 地理歴史の「世界史A」「世界史B」「日本史A」「日本史B」「地理A」「地理B」及び公民の「現代社会」「倫理」「政治・経済」「倫理、政治・経済」を新課程における地理歴史の「歴史総合、世界史探究」「歴史総合、日本史探究」「地理総合、地理探究」、公民の「公共、倫理」「公共、政治・経済」へ変更。さらに「地理総合/歴史総合/公共」を新設。
- 従来の理科①と理科②の試験時間枠を統合[注 3]。

## 作問・試験日程

### 試験日程

#### 出願手続

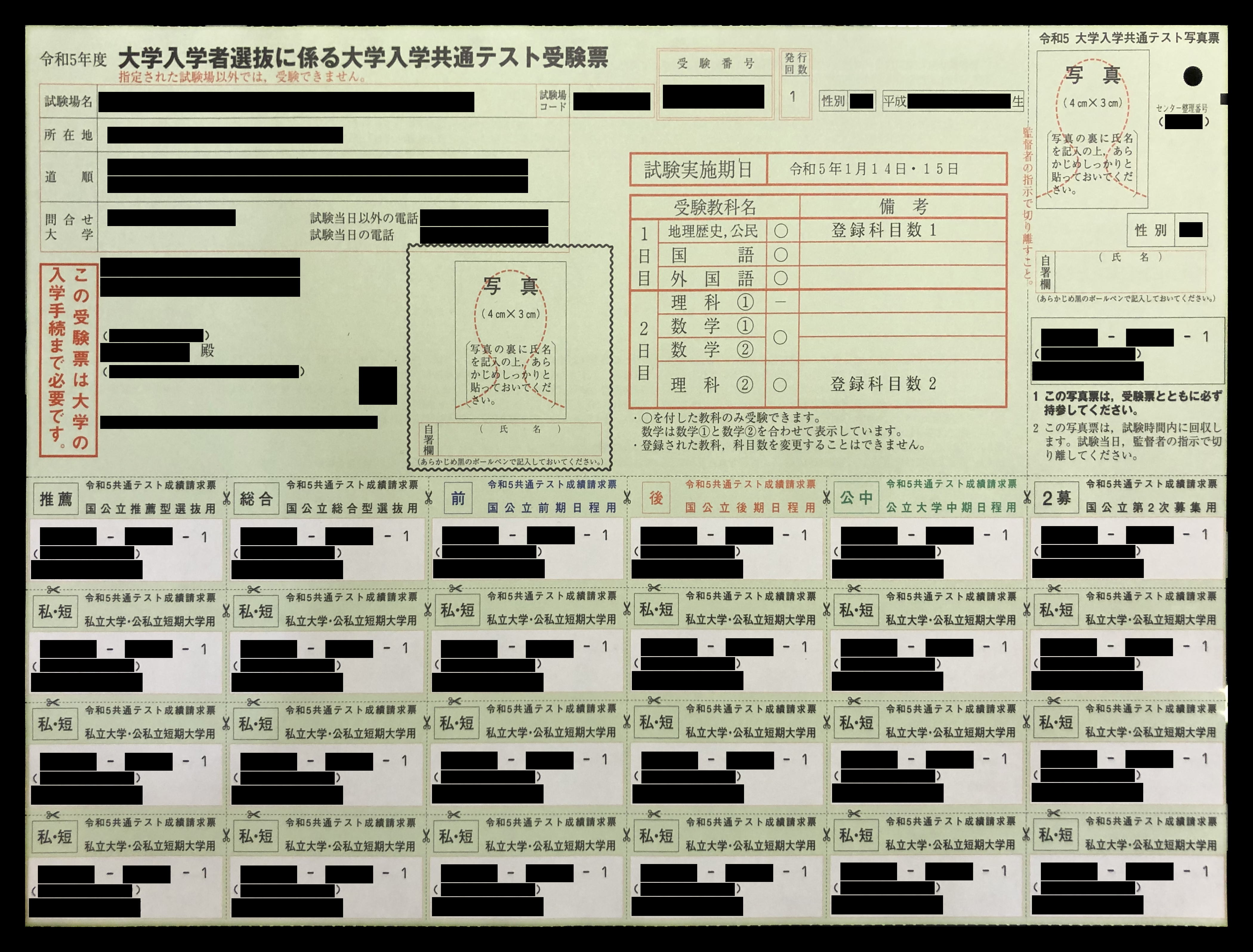
令和5年度大学入学共通テスト受験票・写真票・成績請求票

ここでは令和7年度試験までの手続き方法について説明する。なお、令和8年度試験以降は出願手続きのオンライン化が予定されている。

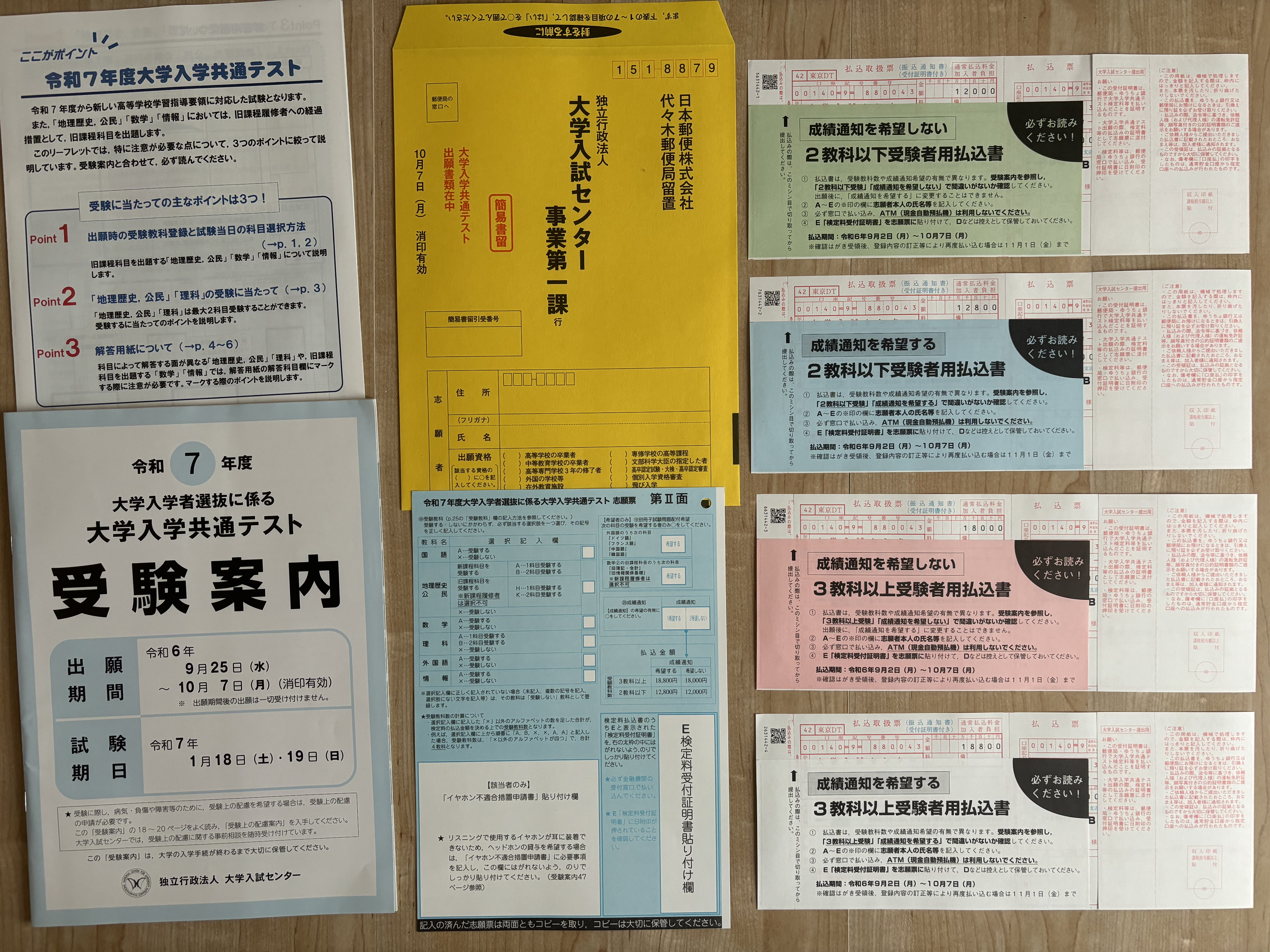
令和7年度大学入学共通テスト受験案内一式

受験案内の入手：9月上旬 - 10月上旬
大学入試センターは9月上旬以降に願書や払込書など出願書類一式が封入された「受験案内」を個人や学校（予備校を含む）単位で配布している。志願者は期間内に通学している高等学校や予備校経由、もしくは志願者個人が大学入学共通テストを利用する大学の入試担当窓口で受け取るか、テレメールによる資料請求で入手する。個人がテレメールで請求する場合は例年8月1日から受付が開始され、早くて9月上旬に到着する。
検定料の払い込み：9月上旬 - 10月上旬
受験案内に封入された払込書を使用して、金融機関の窓口で払い込む（ATMによる振込は不可）。払い込む金額は受験する教科数と成績通知希望の有無により以下の表の通りとなる。
| 区分       | 区分      | 成績通知 | 成績通知 |
| 区分       | 区分      | 希望無し | 希望有り |
| ---------- | --------- | -------- | -------- |
| 受験教科数 | 3教科以上 | 18,000円 | 18,800円 |
| 受験教科数 | 2教科以下 | 12,000円 | 12,800円 |

検定料・成績開示手数料の金額は大学入試センター公式サイト「共通テストの仕組み・運営」より。
受験案内には上記4通りに対応した4枚の払込書が封入されており、4枚の中から適当な払込書を1枚用いて払い込む。
出願：9月下旬 - 10月上旬
志願票に必要事項を記入し、検定料払込の際に窓口で受け取る「検定料受付証明書」を貼付して、大学入試センターに送付する。ただし卒業見込者は学校単位で送付する。
登録内容の確認：10月下旬 - 11月上旬
大学入試センターより志願票内容を確認する「大学入試センター確認はがき（出願受理通知）」が志願者宛に届く。ただし卒業見込者には学校単位で届く。
受験票などの送付：12月中旬
登録された内容を基に受験票などが送付される。ただし卒業見込者には学校単位で届く。この用紙は、受験票、各大学別の出願に必要な成績請求票、監督者が受験者の顔照合に用いる写真票が一体となっている。

#### 本試験
本試験受験：1月13日以降の最初の土曜日とその翌日の日曜日
受験票に示されている指定の試験場で受験する。なお、写真票は受験者が最初に受験する試験時間において回収される。試験場の指定に関しては「#試験場の指定」を、実際の受験日は「#受験日一覧」を参照。

#### 本試験終了後
本試験正答・配点の発表：本試験1日目、2日目それぞれの試験実施後
平均点の中間発表：本試験終了から3日後（水曜日）
得点調整の有無の発表：本試験終了から5日後（金曜日）
追試験：本試験1週間後の土曜日・日曜日
本試験当日に病気や事故などの理由で受験できなかった受験生、もしくは本試験でトラブルに見舞われた受験生で、再試験を希望した受験生を対象に本試験とは別の問題を利用して実施される。本試験を受験できなかった受験生は「追試験」、災害などで本試験が実施あるいは完了できなかった受験生は「再試験」として受験する。なお、事前に大学入試センターが受験希望の有無を対象者に対して聴取するが、再試験は本試験と同じ受験会場で、追試験は東京都もしくは京阪神地方の会場で受験する。
大学への試験成績の提供：本試験終了から16日後（火曜日）以降
平均点などの最終発表：本試験終了から18日後（木曜日）
受験者への成績通知表の送付：4月1日以降
出願時に成績開示を希望し、別途手数料を支払った受験者に対して行われ、各教科科目の成績が印刷された用紙が書留郵便で郵送される。国語は各科目分野別（近代以降の文章・古文・漢文）に、英語はリーディングとリスニングそれぞれの点数が印字される。出願後に成績開示の希望の有無を変更することはできない。

## 試験形式
ただし、理科②も外国語、国語、地理歴史・公民、理科①と同様に解答番号が1から連続して振られるようになった。

## 得点調整
共通テストへ移行後も第4回（2024年度）まではセンター試験と同様の条件・方法で実施され、実際に第1回（2021年）第1日程の公民と「地学」を除く理科②、第3回（2023年）の「地学」を除く理科②で得点調整が実施された。

### 第5回からの変更点
第5回（2025年度）から以下のように変更される。

#### 得点調整の条件
得点調整の条件を対象となった各科目グループ内の得点に関して、次のいずれかが生じ、これが試験問題の難易差に基づくものと認められる場合に得点調整がされる。なお、原則として受験者数が1万人未満の科目は得点調整の対象外となる。
- 20点以上の平均点差が生じた場合（第4回までと同様の基準）
- 15点以上の平均点差が生じ、かつ段階表示の区分点差が20点以上生じた場合（第5回から変更された基準）

区分点差とは各科目の成績の段階表示（スタナイン）の境目にあたる上から4％、11％、23％、40％、60％、77％、89％、96％の分位点（得点）の差を指す。

#### 得点調整方法
得点調整の方法は従来と概ね同様に実施され、分位点縮小法により得点調整対象の科目のうち、最も平均点の高い科目と低い科目の得点の累積分布を比較し、区分点が低い方の科目の得点に加算される。なお、調整後も区分点差の最も大きい部分が15点となるように調整される。

### 得点調整対象の教科・科目
第5回（2025年度）共通テストの得点調整の対象となる科目グループは以下の通り。
1. 地理歴史における新課程の「歴史総合、世界史探究」「歴史総合、日本史探究」「地理総合、地理探究」、旧課程の「旧世界史B」「旧日本史B」「旧地理B」
2. 公民における新課程の「公共、倫理」「公共、政治・経済」、旧課程の「現代社会」「旧倫理」「旧政治・経済」「旧倫理、旧政治・経済」
3. 数学①の「数学I、数学A」と「旧数学I・旧数学A」
4. 数学②の「数学II、数学B、数学C」と「旧数学II・旧数学B」
5. 理科における「物理」「化学」「生物」「地学」
6. 情報の「情報I」と「旧情報」

なお、情報の「情報I」と「旧情報」はいずれかの受験者数が1万人未満であっても得点調整の対象とするとしている。

## 日程・出題教科・科目
第5回（2025年）の実施日程と出題教科・科目は次の通り。全7教科38科目（うち旧課程は4教科17科目）。志望する大学の学部（または学科）が指定した教科・科目を選択して受験する。ただし、例外として外国語では「英語（リーディング）」を受験する場合、志望する大学の学部・学科が「英語（リスニング）」を指定していなくても、リスニング試験を受験しなくてはならない。第5回では既卒生に対してのみ経過措置として「旧教育課程による出題科目」（旧課程科目）の受験が可能である。

### 第1日目

#### 地理歴史・公民
- 新課程科目：最大2科目選択。各100点満点、試験時間各60分（2科目受験：9:30 - 11:40〈間に10分の解答回収時間あり〉、1科目受験：10:40 - 11:40）
  - 歴史総合・地理総合・公共 - 3つの出題範囲から2つを選択解答する。
  - 地理歴史
    - 歴史総合、世界史探究
    - 歴史総合、日本史探究
    - 地理総合、地理探究

  - 公民
    - 公共、倫理
    - 公共、政治・経済

  - 2科目選択する場合の組み合わせについて
    - 「公共、倫理」と「公共、政治・経済」の選択は不可。
    - 「歴史総合・地理総合・公共」で選択した出題範囲2つと同一名称を含む科目の組み合わせは不可。
- 旧課程科目：最大2科目まで選択（組み合わせについては下記参照）。各100点満点、試験時間各60分（2科目受験：9:30 - 11:40（間に10分の解答回収時間あり）、1科目受験：10:40 - 11:40）
  - 地理歴史
    - 旧世界史A
    - 旧世界史B
    - 旧日本史A
    - 旧日本史B
    - 旧地理A
    - 旧地理B

  - 公民
    - 旧現代社会
    - 旧倫理
    - 旧政治・経済
    - 旧倫理、旧政治・経済

  - 2科目選択する場合の組合せについて
    - 地歴2科目を選択する場合、同じ名称を含むAとBの科目の組合せは選択不可。Aを2科目・Bを2科目・異なる名称のAとB1科目ずつの選択は可能。
    - 公民2科目を選択する場合「旧倫理、旧政治・経済」と「旧倫理」、もしくは「旧政治・経済」の組合せは選択不可。ただし「旧倫理」と「旧政治・経済」の組合せは選択可能。また「旧現代社会」と他の公民科目の組合せは全て選択可能。
    - 地歴と公民から1科目ずつ選ぶ場合、どの組合せも選択可能。

#### 国語
200点満点（近代以降の文章110点、古文45点、漢文45点）、試験時間90分（13:00 - 14:30）
- 国語（出題範囲「現代の国語」「言語文化」）
  - 志望する大学の学部・学科が指定する特定の分野のみを配点対象にしている場合でも、試験時間は変わらない。
  - 問題構成が第4回から変更されたが、旧課程科目は設けられない。

#### 外国語
- 英語
  - リーディング：100点満点、試験時間80分（15:20 - 16:40）
    - 出題範囲「英語コミュニケーションI」「英語コミュニケーションII」「論理表現I」

  - リスニング：100点満点、試験時間60分（17:20 - 18:20〈機器等説明時間30分、問題解答時間30分〉）
    - 出題範囲「英語コミュニケーションI」「英語コミュニケーションII」「論理表現I」

  - 「英語」を選択する受験生は必ず双方を解答しなくてはならない。ただし、重度の難聴者については免除される。また「英語」以外の外国語を選択する受験生はリスニングは受験できない。
- その他外国語科目（いずれも「筆記」）：各200点満点、試験時間80分（15:10 - 16:30）
  - フランス語
  - ドイツ語
  - 中国語
  - 韓国語

### 第2日目

#### 理科
下記5科目から最大2科目選択。各100点満点、試験時間各60分（2科目受験：9:30 - 11:40〈間に10分の解答回収時間あり〉、1科目受験：10:40 - 11:40）
- 基礎科目 - 以下「理科①」という
  - 物理基礎・化学基礎・生物基礎・地学基礎 - 4つの出題範囲から2つを選択解答する。
- 基礎を付さない科目 - 以下「理科②」という
  - 物理
  - 化学
  - 生物
  - 地学
    - なお、旧課程科目は設けられていないが、必要に応じて旧教育課程履修者等のみが選択可能な問題を出題する場合があるとしている[29][注 7]。
- 理科の科目選択方法について
  - 理科を受験する場合、以下の4パターンから1パターンを選択する。
    - Aパターン：理科①を選択（100点満点）
    - Bパターン：理科②から1科目（100点満点）
    - Cパターン：理科①、および理科②から1科目（200点満点）
    - Dパターン：理科②から2科目（200点満点）

  - 地歴公民のような同一名称を含んだ科目の同時選択不可などの制限はなく、科目数さえ守ればどんな組合せも選択可能（Cパターンを選んだ場合が該当）。なお、Cパターンを選んだ場合AパターンとBパターンの条件も満たしたことになる。Dパターンを選んだ場合も第一解答科目がBパターンで受験した場合と同様の扱いとなる。
  - 入試において共通テストの理科を課す大学のうち、多くの場合文系はAパターン、理系はDパターンの科目を課している。ただし文系はBパターン、理系はCパターンも認められていることもある。また、理系であっても私立大学を中心にBパターンが認められている場合もある。

#### 数学
- 数学①：各100点満点、試験時間70分（13:00 - 14:10）
  - 新課程科目
    - 数学I
    - 数学I、数学A
      - 旧課程による試験とは異なり全問必答となる[注 8]。

  - 旧課程科目
    - 旧数学I
    - 旧数学I・旧数学A
      - 旧数学Aについては「場合の数と確率」「整数の性質」「図形の性質」の3題の中から2題を選択して解答する。
- 数学②：各100点満点、試験時間70分（15:00 - 16:10）
  - 新課程科目
    - 数学II、数学B、数学C
      - 数学B・Cについては「確率分布と統計的な推測」「数列」「ベクトル」「平面上の曲線と複素数平面」の4題の中から3題を選択して解答する。

  - 旧課程科目
    - 旧数学II
    - 旧数学II・旧数学B
      - 旧数学Bについては「確率分布と統計的な推測」「数列」「ベクトル」の3題の中から2題を選択して解答する。

    - 旧簿記・旧会計
      - 出題範囲：「簿記」「財務会計I」（株式会社の会計の基礎的事項を含む「財務会計の基礎」）
      - 問題の水準は日商簿記検定2級よりやや低く、日商簿記検定3級よりは高いとされる。

    - 旧情報関係基礎
      - 職業教育が主となっている農業、工業、商業、水産、家庭、看護、情報、福祉の8教科に設定されている情報に関する基礎的科目が出題される（農業科：「農業情報処理」、工業科：「情報技術基礎」、商業科：「情報処理」、水産科：「海洋情報技術」、家庭科：「生活産業情報」、看護科：「看護情報活用」、情報科：「情報産業と社会」、福祉科：「福祉情報活用」）。
      - 問題の難易度は国家試験の基本情報技術者試験よりやや低く、ITパスポート試験よりは高いとされる。

#### 情報
100点満点、試験時間60分（17:00 - 18:00）
- 新課程科目
  - 情報I
- 旧課程科目
  - 旧情報：出題範囲（「社会と情報」「情報と科学」選択問題有り）

以上大学入試センターより

##### 言語DNCL
情報科目の言語として、DNCL（共通テスト手順記述標準言語）が採用されている。

## 実施日一覧
| 回            | 西暦（和暦）年    | 第1日目 | 第2日目 | 出典   |
| ------------- | ----------------- | ------- | ------- | ------ |
| 1 （第1日程） | 2021年（令和3年） | 1月16日 | 1月17日 |        |
| 1 （第2日程） | 2021年（令和3年） | 1月30日 | 1月31日 |        |
| 2             | 2022年（令和4年） | 1月15日 | 1月16日 |        |
| 3             | 2023年（令和5年） | 1月14日 | 1月15日 |        |
| 4             | 2024年（令和6年） | 1月13日 | 1月14日 |        |
| 5             | 2025年（令和7年） | 1月18日 | 1月19日 | [ 31 ] |
| 6（予定）     | 2026年（令和8年） | 1月17日 | 1月18日 | [ 32 ] |

※第1日目は全て土曜日、第2日目は全て日曜日。センター試験と同様、1月13日以降の最初の土曜日、日曜日が試験日となる。

### 追・再試験
（　）内は受験者数
- 2021年度：2021年1月30・31日に各都道府県で第2日程本試験（536名）、および第1日程追試験（1428名）・再試験（61名）実施。
- 2021年度：2021年2月13・14日に東京芸術大学（1名）と神戸大学（0名）で特例追試験実施。
  - 第2日程の追試験として実施。出題方法・試験時間・配点等は旧センター試験のそれに準ずる。
- 2022年度：2022年1月29・30日に各都道府県で追試験（1354名）・再試験（183名）実施。

## 試験場の指定
志願者は受験票に示されている指定の試験場で受験する。試験場は試験地区区分に基づいて、卒業見込者は在学している学校から近い会場、その他の受験者は志願票に書かれた住所から近い会場が選ばれ、志願者自身が変更することはできない。なお、志願者の地理的な分布や、受験場の収容人数、トイレの個数など様々な条件が考慮されるため、必ずしも最も近い会場になるとは限らない。

### 試験地区区分
試験場設定の基準となる試験地区区分は大学入学共通テスト受験案内の「試験地区区分表（試験地区名）」により定められ、この区割りは原則として都道府県を単位とするが、以下の例外が存在する。

#### 北海道
北海道は総合振興局・振興局の区割りを元に以下の9つの地区に区分される。
- 北海道石狩振興局地区
- 北海道空知総合振興局地区
- 北海道上川総合振興局・宗谷総合振興局・留萌振興局地区
- 北海道後志総合振興局地区
- 北海道檜山振興局・渡島総合振興局地区
- 北海道胆振総合振興局・日高振興局地区
- 北海道十勝総合振興局地区
- 北海道根室振興局・釧路総合振興局地区
- 北海道オホーツク総合振興局地区

#### 沖縄県
沖縄県は以下の3つの地区に区分される。
| 該当地域 | 試験地区名     |
| --- | -------------- |
| 那覇市、うるま市、宜野湾市、浦添市、名護市、糸満市、沖縄市、豊見城市、南城市、国頭郡、中頭郡、島尻郡、鹿児島県の一部地域（後述） | 沖縄県那覇地区 |
| 宮古島市、宮古郡多良間村 | 沖縄県宮古地区 |
| 石垣市、八重山郡 | 沖縄県石垣地区 |

#### 隣接する都道府県の試験地区に含まれる地域
以下の地域は本来所属する都道府県の試験地区ではなく、隣接する試験地区に区分される。
| 該当地域                                                 | 試験地区区分   |
| -------------------------------------------------------- | -------------- |
| 岩手県久慈市、九戸郡洋野町・野田村                       | 青森県         |
| 栃木県足利市の一部（卒業者等）、佐野市の一部（卒業者等） | 群馬県         |
| 埼玉県草加市、蕨市、川口市の一部（卒業者等）             | 東京都         |
| 神奈川県川崎市、横浜市鶴見区・青葉区・都筑区             | 東京都         |
| 兵庫県美方郡新温泉町                                     | 鳥取県         |
| 島根県鹿足郡                                             | 山口県         |
| 鹿児島県大島郡与論町                                     | 沖縄県那覇地区 |

## 導入が断念されたもの
いずれも第1回から導入予定であったが、2019年に導入延期となり、2021年に断念となった。

### 記述式問題の導入
国語と数学I・数学Aにはそれぞれ3問ずつの記述式問題の導入が予定されていた。
国語は現代文の部分に導入され、最も長いものは80〜120字で答えるものであった。小問は3段階で評価され、それをもとに大問全体として5段階で結果が出されることになっていた。なお、国語においては記述式問題の結果はマークシート部分とは別で提供されるため、大学側で選抜に利用しないという選択が可能であった。記述式問題の導入に伴い、試験時間が従来の80分から100分に延長されることが予定されていた。
数学I・数学Aについては数式や語句を答える短答式の問題が導入されることになっていた。マークシート部分と一体で結果が出されるため、国語と異なり大学側が利用しないという判断をすることはできない予定であった。また、記述式問題の導入に伴い、試験時間が現行の60分から70分に延長される予定であった。

#### 問題点
2019年7月4日時点で本試験での採点者に大学生のアルバイトを導入することが検討されており、これについて批判的な意見もある。また、2019年8月30日、一般競争入札により、ベネッセコーポレーション傘下でテスト採点を手がける学力評価研究機構が採点業務を行う事業者に決定したが、模試や教材を販売している企業が採点を担うことを疑問視する声もある。

#### 導入の見送り・断念
2019年12月17日、文科省より共通テストでの記述式問題の導入を見送る旨の発表がなされた。実際の採点者が実施数か月前まで確定しないことや採点ミスのリスク、自己採点との不一致率の高さなどが理由として挙げられている。これを受け、大学入試センターでは配点や試験時間などを再検討するとしている。

### 英語民間試験の活用
共通テスト英語では「話す」「書く」も含めた4技能を評価の対象とするため、民間試験の活用がなされる予定であった。
共通テストでの英語民間試験の活用においては、DNCが運営する大学入試英語成績提供システムを通し、英語民間試験の成績が受験生本人を介さずに大学側に提供される予定であった。利用できるのは受験年度の4月〜12月（ただし例外措置あり）に受けた指定の民間試験2回分までであり、成績の紐付けには共通IDというものが使用されることとなっていた。
手続きとしては、民間試験の受験時に受験生がDNCへの結果通知に同意することによって試験結果が受検生とDNCに対して通知され、各大学出願時に「資格・検定試験の成績請求票」を大学に提出し、大学がDNCに対して共通テストの成績と併せて民間のテストの結果を請求するという仕組みであった。
試験での成績は客観的に決まるものではなく、多くの場合それぞれの試験団体が判断したCEFRとの対応により評価される。

#### 経緯
英語については、文部科学省の英語教育の在り方に関する有識者会議で、楽天会長の三木谷浩史が民間試験の利用を強く主張し、当初文部科学省は、本テストの英語の試験はすべて民間の資格・検定試験を利用する方針であったが、大学や高等学校の要望もあり、大学入試センター試験と同様のマーク式の問題を4年間は継続することを決定した。
2017年11月、DNCにおいて「大学入試英語成績提供システム」運営要項が施行された。2017年（平成29年）11月から12月にかけて行われた「大学入試英語成績提供システム」への参加を申し込んだのは、実用英語技能検定・TOEIC・TOEFLを含む9試験（7団体）であった。2018年3月に、そのうちリンガスキルを除く8試験がシステム参加要件を満たしていると発表され、CEFRとの対照表も公表された。しかし、このうち2020年度に全都道府県で受検できるのは3試験のみで、検定料にも幅があり、受検機会の公平性など、依然として課題は残されていた。大学からも「4技能を評価する手段としては適切」と評価する声がある一方で「各試験で測る力が異なり公平性担保が困難」と懸念する声も上がっていた。大学入学共通テストを含む、大学の入学者選抜における英語4技能の評価などについては、IIBCや日本英語検定協会などの民間試験実施団体が構成する英語4技能 資格・検定試験懇談会が「英語4技能試験情報サイト」で情報を発信している。
2018年12月、民間試験の受験結果を認めない大学は東北大学・名古屋大学・東京大学の3大学であった。2019年5月、全国の国立大学82校のうち、少なくとも13校が「中学卒業程度」（国際指標「CEFR」の6段階で最低レベルのA1）を出願資格とすることが判明し、民間試験の活用方針変更の動きも出ていると報じられた。北海道大、東北大、京都工芸繊維大は、公平性に問題があるなどとして活用しないことを決めている。
2019年7月には、TOEICが大学入試英語成績提供システムへの参加を取り下げることを発表した。TOEICはTOEIC LIstenIng & ReadIngとSpeakIng & WrItIngでそれぞれ「聴く・読む」と「話す・書く」の2技能ずつを測定しており、二つの試験は別々に実施されるため、システムの要請に合致しないと判断したためである。

#### 問題点
英語民間試験に関しては、以下のような問題点が指摘されてきた。
- 受験会場が遠い地方の受験生に不利になる。
- 種類が異なる試験の成績を同列に比較できるのか。
- 仕組みが複雑で、大学ごとに試験の成績の利用法が異なる。
- 採点の質や公平性を確保できるのか疑問である。
- 障害のある受験生への対応。

また、大学入試において、全受験生に対して4技能の能力を測定する妥当性に関しても疑問視されている。
文部科学省では2018年12月から、非公開の有識者会議を開いていた。受験料や地域の格差に関する課題が繰り返し指摘されていたが、文科省はこの議論の詳細を明らかにしていない。

#### 延期・断念
大学入試英語成績提供システムは、2020年4月に運用開始される予定であったが、2019年11月1日に英語の民間試験を5年後（令和6年度）実施に向けて検討することが発表された。文部科学省と民間試験団体との連携、調整が十分でなかったことから準備が十分に整わず、導入見送りを文部科学大臣が判断したとされている。なお、文科省は2025年度入試での再開を目標に検討を行っていた。しかし、2021年6月、文科省は2025年度以降の活用を断念することを決定したため、導入見送りがほぼ確実となった。
4技能を民間試験によって測るようになったことを理由として、間接的に話す・書く力を測っていたとされる発音・アクセント問題および語句整序問題は廃止されたが、この方針は民間試験の活用が延期されても見直されていない。

## 過去の出来事やトラブル

### 共通テスト痴漢祭り
共通テストの時期には「明日はJK（女子高校生）を痴漢しまくっても通報されない日です」などと受験生を標的とする痴漢予告が多発している。これは、試験に遅刻できないため通報されないと見込んでのものであり、センター試験時代の2020年には悪質な書き込みが1000件以上確認されている。

### 2021年（令和3年）

#### 新型コロナウイルス感染症による影響
2021年3月卒業（修了）見込みの受験者のうち、前年の2020年に実施された休校措置などの影響により学業の遅れを在学する学校長に認められた者、および1月16日・17日に実施する試験の追試験を受験する者を対象に、第2日程として1月30日・31日が設けられた。またこの日程の追試験として、特例追試験が2月13日と14日に実施された。

### 2022年（令和4年）

#### 刺傷事件
1月15日8時30分頃、東京都文京区の東京大学本郷キャンパス正門前で、受験会場になっている大学内へ向かっていた高校生男女各1人と72歳の男性が凶器で攻撃される事件が発生した。72歳の男性は重傷を負い、高校生2人は命に別状はないと伝えられた。駆けつけた警察はその場で名古屋市の17歳の高校2年生を殺人未遂の現行犯で逮捕し、凶器も押収した。この男子生徒は前日の14日夜に高速バスで名古屋を出発して、この日の午前6時ごろ東京に到着し犯行に及んだ。男子生徒は「医者を目指していて東大に入りたかったが、1年前から成績が落ちてきて悩んでいた。事件を起こして死のうと思った」と供述している。この影響で4人が追試験の対象になった。

#### 津波警報・注意報による影響
1月15日、トンガ諸島付近にて大規模な噴火が発生し、世界的に津波が発生した。気象庁は一度は日本への影響はないとしたが、22時52分に小笠原父島で90cmの潮位の変化を観測した。その後日本各地の沿岸でも同様の現象が確認され、23時55分には奄美小湊で1.2mの潮位変動を観測したことから改めて解析した結果、16日0時15分に日本全国に津波警報・注意報が発令された。これを受け、大学入試センターはホームページで「避難情報が発令されている地域にお住まいの受験生は、各自治体の指示に従い、避難するなど命を守る行動を優先させてください」と呼びかけた。岩手県立大学宮古短期大学部会場（宮古市）では2日目の試験を中止する措置が取られた。この影響による公共交通機関の運休により、テストを受験できなかった6人が追試験、前述の宮古市の会場にて受験予定だった181人が再試験の対象になった。

#### 世界史B試験問題流出事件
1月15日、地理歴史・公民の試験時間中（午前11時頃）に、世界史Bの問題がスマートフォンで撮影され外部に流出する事件が発生した。試験時間中にテストの内容が外部に流出した事件は、2011年に携帯電話を利用して京都大学などの試験問題の一部がインターネットの掲示板に投稿された事件（大学入試問題ネット投稿事件）以来。
1月27日、大阪府在住の19歳の女性が香川県丸亀警察署に出頭した。女性は家庭教師紹介サイトを使用して、試験の約1か月前から年齢や名前を偽って準備をしていた。試験当日、家庭教師紹介サイトで知り合った東京大学の学生に問題を解くよう依頼して画像を送信し、解答を返信させていた。その後、依頼された学生は送られてきた画像が共通テストの問題であることに気づき、1月17日に文部科学省へ通報した。なお、女性は国語、英語、数学、化学などの他の教科についても解答を送信するよう複数の学生に依頼していたとされるが、世界史B以外の画像の流出は確認されていない。
1月31日、大学入試センターがこの件について警視庁に被害届を出したことが分かった。警視庁は偽計業務妨害罪の疑いでこの件の捜査を開始した。2月10日、警視庁は女性に加え、画像を送る中継役をしていた20歳代の男性2人を偽計業務妨害容疑で書類送検した。3月31日、東京地方検察庁は女性を家庭裁判所に送致し、中継役の男性を略式起訴した。4月15日、東京簡易裁判所は男性に罰金50万円の略式命令を出した。
この事件を受けて、その後の入試では監督者の指示でスマートフォンなどの電源を机上で切ってからかばんにしまうなどの対策が徹底された。

### 2023年（令和5年）
世界史Bの問題文で「科挙」を「科拳」と誤植するミスがあり、訂正文が配布された。

### 2024年（令和6年）

#### 令和6年能登半島地震による影響
1月1日に発生した能登半島地震で被災した受験者が本試験で受験できない場合の受験機会を確保するため、追試験会場について例年設置される東京都と京阪神（京都府）の会場に加え、石川県の金沢大学角間キャンパスを追加するなどの特別措置がなされた。

## 話題となった出題内容
共通テストは毎年50万人程度が受験することから学生や受験業界以外にも注目度が高く、センター試験に引き続きユニークな出題がネット上などで話題になることがある。
2022年（令和4年）の本試験
- 国語の評論問題において、宮沢賢治の「よだかの星」を参照して考察した文章と、食べられた豚肉の視点から考察した文章から出題。特に後者は「人間に食べられた豚肉（あなた）」というセンセーショナルな設定が話題となった[78]。また、英語（リーディング）でも「豚」を題材にした問題が登場し「題材がリンクしている」と注目を集めた。
- 英語（リスニング）において、大手寿司チェーン・喜代村の木村清社長に似たイラストが話題となった[79]。
- 数学I・Aおよび数学II・Bにおいて、大手予備校が次々と「難化した」と評した[80]。特に数学I・Aの平均は37.96点と、前身のセンター試験を含めての歴代最低点を大幅に更新した[81]。

2025年（令和7年）の本試験
- 「歴史総合、日本史探究」で、女性の政治参加について問う問題の題材として、長谷川町子が『サンデー毎日』に連載していた『意地悪ばあさん』の4コマ漫画が出題された[82]。
- 国語の古文問題で、2014年のセンター試験・本試験以来11年ぶりに『源氏物語』が出題。前年（2024年）にNHKの大河ドラマ『光る君へ』が放送されていたこともあり、「出題予想が的中した」との声も挙がった[83]。また「化学」において、化学発光ではない発光を選ぶ問題の選択肢で、「（蛍が）ほのかにうち光りて行くも、をかし。」と『枕草子』から抜粋・改変された文章が選択肢に登場した[84]。